# Condado de Esmeralda
O Condado de Esmeralda (em inglês:  Esmeralda County) é um dos 16 condados do estado americano de Nevada. A sede do condado é Goldfield. Foi fundado em 1861. 

## Geografia
De acordo com o United States Census Bureau, o condado possui uma área de 9 296 km², dos quais 9 277 km² estão cobertos por terra e 18 km² por água.

## Demografia
Segundo o censo nacional de 2010, o condado possui uma população de 783 habitantes e uma densidade populacional de 0,08 hab/km². É o condado menos populoso de Nevada. Possui 850 residências, que resulta em uma densidade de 0,09 residências/km².